# Бразил на Светском првенству у атлетици на отвореном 2023.
Бразил је на 19. Светском првенству у атлетици на отвореном 2023. одржаном у Будимпешти од 19. до 27. августа учествовао деветнаести пут, односно, учествовао је на свим првенствима до данас. Репрезентацију Бразила представљало је 55 учесника (25 мушкараца и 30 жена) који су се такмичили у 35 дисциплини (15 мушких и 20 женских).,
На овом првенству Бразил је по броју освојених медаља делио 39. место са 1 освојеном медаљом (1 бронзана). У табели успешности према броју и пласману такмичара који су учествовали у финалним такмичењима (првих 8 такмичара) Бразил је са 6 учесника у финалу заузео 22. место са 18 бодова.
| Плас. | Земља  | 1. место | 2. место | 3. место | 4. место | 5. место | 6. место | 7. место | 8. место | Бр. финал. | Бод. |
| ----- | ------ | -------- | -------- | -------- | -------- | -------- | -------- | -------- | -------- | ---------- | ---- |
| 22.   | Бразил | 0        | 0        | 1        | 1        | 1        | 0        | 0        | 3        | 6          | 18   |

## Учесници
| Мушкарци: - Пауло Андре Камило — 100 м, 4х100 м - Фелипе Барди — 100 м, 4х100 м - Ерик Кардозо — 100 м, 4х100 м - Ренан Кореа — 200 м - Жорже Видес — 200 м, 4х100 м - Лукас Родригез да Силва — 200 м - Лукас Карваљо — 400 м - Едуардо Рибеиро — 800 м - Жонатас Де Оливеира — Маратон - Пауло Роберто Паула — Маратон - Жустино Педро да Силва — Маратон - Едуардо Родригез — 110 м препоне - Рафаел Переира — 110 м препоне - Габријел Константино — 110 м препоне - Алисон дос Сантос — 400 м препоне - Родриго до Наскименто — 4х100 м - Кајо Бонфим — 20 км ходање, 35 км ходање - Макс Батиста Гонкалвес Дос Сантос — 20 км ходање - Фернандо Фереира — Скок увис - Алмир дос Сантос — Троскок - Дарлан Романи — Бацање кугле - Велингтон Мораис — Бацање кугле - Луиз Маурисио да Силва — Бацање копља - Педро Енрике Родригез — Бацање копља - Жозе Фернандо Фереира Сантана — Десетобој | Жене: - Виторија Кристина Роза — 100 м, 200 м, 4х100 м - Ана Каролина Азеведо — 200 м, 4х100 м - Тифани Марино — 400 м - Табата Виторино — 400 м - Флавија Марија де Лима — 800 м препоне - Жаклин Беатриз Вебер — 1.500 м препоне - Марија Лусинеида да Силва — 10.000 м - Валдилене дос Сантос Силва — Маратон - Андреја Хесел — Маратон - Мирела Сатурнино де Андраде — Маратон - Каролина де Мело Томаз — 100 м препоне - Чајен да Силва — 400 м препоне - Татјана Ракел да Силва — 3.000 м препреке - Габриела Мурао — 4х100 м - Росанжела Сантос — 4х100 м - Вивијане Лира — 20 км ходање, 35 км ходање - Ерика Сена — 20 км ходање, 35 км ходање - Габријела де Соза — 20 км ходање - Elianay Pereira — 35 км ходање - Валдилеја Мартинс — Скок увис - Јулијана де Менис Кампос — Скок мотком - Летиција Оро Мело — Скок удаљ - Елајн Мартинс — Скок удаљ - Лисандра Мајса Кампос — Скок удаљ - Габријел Сантос — Троскок - Ана Каролина Силва — Бацање кугле - Ливија Аванчини — Бацање кугле - Андреса де Мораис — Бацање диска - Изабела да Силва — Бацање диска - Жусилене Салес де Лима — Бацање копља |

## Освајачи медаља (1)

### Бронза (1)
- Кајо Бонфим — 20 км ходање

## Резултати

### Мушкарци
| Атлетичар                                                                      | Дисциплина    | Лични рекорд | Квалификације  | Квалификације | Полуфинале            | Полуфинале            | Финале                | Финале           | Детаљи |
| Атлетичар                                                                      | Дисциплина    | Лични рекорд | Резултат       | Место         | Резултат              | Место                 | Резултат              | Место            | Детаљи |
| ------------------------------------------------------------------------------ | ------------- | ------------ | -------------- | ------------- | --------------------- | --------------------- | --------------------- | ---------------- | ------ |
| Пауло Андре Камило                                                             | 100 м         | 10,02        | 10,25(242)     | 6. у гр. 5    | Нису се квалификовали | Нису се квалификовали | Нису се квалификовали | 34 / 71 (75)     |        |
| Фелипе Барди                                                                   | 100 м         | 10,07        | 10,25(.243)    | 6. у гр. 3    | Нису се квалификовали | Нису се квалификовали | Нису се квалификовали | 35 / 71 (75)     |        |
| Ерик Кардозо                                                                   | 100 м         | 9,97         | 10,36          | 6. у гр. 7    | Нису се квалификовали | Нису се квалификовали | Нису се квалификовали | 43 / 71 (75)     |        |
| Ренан Кореа                                                                    | 200 м         | 20,12        | 20,44(.440) КВ | 2. у гр. 4    | 20,43                 | 5. у гр. 2            | Није се квалификовао  | 15 / 54 (57)     |        |
| Жорже Видес                                                                    | 200 м         | 20,34        | 20,80          | 6. у гр. 2    | Нису се квалификовали | Нису се квалификовали | Нису се квалификовали | 34 / 54 (57)     |        |
| Лукас Родригез да Силва                                                        | 200 м         | 20,34        | 20,86          | 5. у гр. 7    | Нису се квалификовали | Нису се квалификовали | Нису се квалификовали | 36 / 54 (57)     |        |
| Лукас Карваљо                                                                  | 400 м         | 44,79        | 45,34(.339)    | 4. у гр. 6    | Нису се квалификовали | Нису се квалификовали | Нису се квалификовали | 25 / 41 (45)     |        |
| Едуардо Рибеиро                                                                | 800 м         | 1:45,10      | 1:47,75        | 6. у гр. 7    | Нису се квалификовали | Нису се квалификовали | Нису се квалификовали | 37 / 60 (61)     |        |
| Едуардо Родригез                                                               | Маратон       | 2:04:51 НР   |                |               |                       |                       | 2:15:13               | 29 / 60 (85)     |        |
| Рафаел Переира                                                                 | Маратон       | 2:09:51      | 2:17:18        | 39 / 60 (85)  |                       |                       |                       |                  |        |
| Габријел Константино                                                           | Маратон       | 2:12:38      | 2:25:53        | 58 / 60 (85)  |                       |                       |                       |                  |        |
| Едуардо Родригез                                                               | 110 м препоне | 13,18        | 13,37 КВ, ЛРС  | 3. у гр. 4    | 13,52(.511)           | 6. у гр. 2            | Нису се квалификовали | 18 / 43 (45)     |        |
| Рафаел Переира                                                                 | 110 м препоне | 13,17 НР     | 13,52 КВ       | 3. у гр. 2    | 13,52(.515)           | 8. у гр. 3            | Нису се квалификовали | 19 / 43 (45)     |        |
| Габријел Константино                                                           | 110 м препоне | 13,18        | 13,58          | 6. у гр. 5    | Није се квалификовао  | Није се квалификовао  | Није се квалификовао  | 25 / 43 (45)     |        |
| Алисон дос Сантос                                                              | 400 м препоне | 46,29 НР     | 48,12 КВ       | 1. у гр. 1    | 47,38(.380) КВ        | 2. у гр. 2            | 48,10                 | 5 / 41 (43)      |        |
| Родриго до Наскименто Жорже Видес Ерик Кардозо Фелипе Барди Пауло Андре Камило | 4 х 100 м     | 37,72 НР     | 38,19 кв, НРС  | 4. у гр. 2    |                       |                       | Дисквалификовани      | Дисквалификовани |        |
| Кајо Бонфим                                                                    | 20 км ходање  | 1:18:29 НР   |                |               |                       |                       | 1:17:47 НР, ЛР        |                  |        |
| Макс Батиста Гонкалвес Дос Сантос                                              | 20 км ходање  | 1:24:26      | 1:24:10 ЛР     | 36 / 47 (50)  |                       |                       |                       |                  |        |
| Кајо Бонфим                                                                    | 35 км ходање  | 2:25:14 НР   | 2:27:45        | 10 / 33 (49)  |                       |                       |                       |                  |        |
| Фернандо Фереира                                                               | Скок увис     | 2,30         | 2,25           | 10. у гр. Б   |                       |                       | Нису се квалификовали | 16 / 35 (36)     |        |
| Алмир дос Сантос                                                               | Троскок       | 17,53        | 16,34          | 5. у гр. А    | 21 / 31 (37)          |                       | Нису се квалификовали |                  |        |
| Дарлан Романи                                                                  | Бацање кугле  | 22,61 НР     | 22,37 КВ, ЛРС  | 1. у гр. А    | 21,41                 | 8 / 35 (37)           |                       |                  |        |
| Велингтон Мораис                                                               | Бацање кугле  | 20,78        | 20,30          | 10. у гр. Б   | Нису се квалификовали | 19 / 35 (37)          |                       |                  |        |
| Луиз Маурисио да Силва                                                         | Бацање копља  | 82,21        | 77,70          | 12. у гр Б    | Нису се квалификовали | 20 / 34 (37)          |                       |                  |        |
| Педро Енрике Родригез                                                          | Бацање копља  | 83,89        | 72,34          | 17. у гр. А   | Нису се квалификовали | 34 / 34 (37)          |                       |                  |        |

#### Десетобој
| Дисциплина    | Жозе Фернандо Фереира Сантана | Жозе Фернандо Фереира Сантана | Жозе Фернандо Фереира Сантана | Жозе Фернандо Фереира Сантана | Жозе Фернандо Фереира Сантана | Жозе Фернандо Фереира Сантана |
| Дисциплина    | Лич. рек.                     | Резултат                      | Бод.                          | Плас.                         | Укупно                        | Плас.                         |
| ------------- | ----------------------------- | ----------------------------- | ----------------------------- | ----------------------------- | ----------------------------- | ----------------------------- |
| 100 м         | 10,77                         | 10,77 =ЛР                     | 912                           | 13.                           | 912                           | 13.                           |
| Скок удаљ     | 7,50                          | 6,92                          | 795                           | 22.                           | 1.707                         | 19.                           |
| Бацање кугле  | 14,31                         | 12,90                         | 661                           | 21.                           | 2.368                         | 21.                           |
| Скок увис     | 2,00                          | 1,93                          | 740                           | 16.                           | 3.108                         | 20.                           |
| 400 м         | 49,13                         | 49,31                         | 847                           | 15.                           | 3.955                         | 16.                           |
| 110 м препоне | 13,98                         | 13,94 ЛР                      | 982                           | 4.                            | 4.937                         | 16.                           |
| Бацање диска  | 46,57                         | 42,60                         | 718                           | 14.                           | 5.655                         | 16.                           |
| Скок мотком   | 5,00                          | 4,80                          | 849                           | 12.                           | 6.504                         | 14.                           |
| Бацање копља  | 71,20                         | 69,19                         | 877                           | 2.                            | 7.381                         | 13.                           |
| 1.500 м       | 4:42,31                       | 5:00,91                       | 554                           | 15.                           | 7.935                         | 14.                           |
| Десетобој     | 8.058                         |                               |                               |                               | 7.935                         | 14 / 15 (24)                  |

### Жене
| Атлетичарка                                                                 | Дисциплина       | Лични рекорд | Квалификације         | Квалификације      | Полуфинале            | Полуфинале            | Финале                | Финале       | Детаљи |
| Атлетичарка                                                                 | Дисциплина       | Лични рекорд | Резултат              | Место              | Резултат              | Место                 | Резултат              | Место        | Детаљи |
| --------------------------------------------------------------------------- | ---------------- | ------------ | --------------------- | ------------------ | --------------------- | --------------------- | --------------------- | ------------ | ------ |
| Виторија Кристина Роза                                                      | 100 м            | 11,03        | 11,57                 | 6. у гр. 4         | Нису се квалификовале | Нису се квалификовале | Нису се квалификовале | 42 / 54 (56) |        |
| Виторија Кристина Роза                                                      | 200 м            | 22,47        | 23,86                 | 8. у гр. 6         | Нису се квалификовале | Нису се квалификовале | Нису се квалификовале | 44 / 44 (45) |        |
| Ана Каролина Азеведо                                                        | 200 м            | 22,99        | 23,45                 | 7. у гр. 1         | Нису се квалификовале | Нису се квалификовале | Нису се квалификовале | 34 / 44 (45) |        |
| Тифани Марино                                                               | 400 м            | 51,51        | 53,12                 | 6. у гр. 6         | Нису се квалификовале | Нису се квалификовале | Нису се квалификовале | 44 / 48      |        |
| Табата Виторино                                                             | 400 м            | 51,99        | 54,15                 | 8. у гр. 5         | Нису се квалификовале | Нису се квалификовале | Нису се квалификовале | 47 / 48      |        |
| Флавија Марија де Лима                                                      | 800 м            | 2:00,40      | 2:00,92(.912) КВ, ЛРС | 3. у гр. 6         | 2:00,77 ЛРС           | 8. у гр. 1            | Није се квалификовала | 17 / 56      |        |
| Жаклин Беатриз Вебер                                                        | 1.500 м          | 4:14,83      | 4:14,46 ЛР            | 13. у гр. 1        | Није се квалификовала | Није се квалификовала | Није се квалификовала | 52 / 55 (56) |        |
| Марија Лусинеида да Силва                                                   | 10.000 м         | 34:02,61     |                       |                    |                       |                       | 35:54,18              | 21 / 21 (22) |        |
| Каролина де Мело Томаз                                                      | 100 м препоне    | 13,23        | 13,59                 | 9. у гр. 2         | Нису се квалификовале | Нису се квалификовале | Нису се квалификовале | 42 / 43      |        |
| Чајен да Силва                                                              | 400 м препоне    | 55,15        | 56,25                 | 5. у гр. 2         | Нису се квалификовале | Нису се квалификовале | Нису се квалификовале | 31 / 41      |        |
| Татјана Ракел да Силва                                                      | 3.000 м препреке | 9:24,38 НР   | 10:19,80              | 11. у гр. 3        |                       |                       | Нису се квалификовале | 35 / 35      |        |
| Габриела Мурао Виторија Кристина Роза Ана Каролина Азеведо Росанжела Сантос | 4 х 100 м        | 42,29 НР     | 43,46 НРС             | 8. у гр. 2         | 15 / 15 (17)          |                       | Нису се квалификовале |              |        |
| Вивијане Лира                                                               | 20 км ходање     | 1:30:57      |                       |                    |                       |                       | 1:28:36 ЛР            | 8 / 40 (48)  |        |
| Ерика Сена                                                                  | 20 км ходање     | 1:26:59 НР   | 1:29:53               | 13 / 40 (48)       |                       |                       |                       |              |        |
| Габријела де Соза                                                           | 20 км ходање     | 1:33:21      | 1:33:59               | 26 / 40 (48)       |                       |                       |                       |              |        |
| Вивијане Лира                                                               | 35 км ходање     | 2:45:02 НР   | 2:44:40 НР, ЛР        | 4 / 35 (47)        |                       |                       |                       |              |        |
| Elianay Pereira                                                             | 35 км ходање     | 3:05:39      | 3:16:11               | 36 / 36 (47)       |                       |                       |                       |              |        |
| Ерика Сена                                                                  | 35 км ходање     | 2:47:59      | Није завршила трку    | Није завршила трку |                       |                       |                       |              |        |
| Валдилеја Мартинс                                                           | Скок увис        | 1,88         | 1,85                  | 13. у гр. A        |                       |                       | Нису се квалификовале | 27 / 34 (35) |        |
| Јулијана де Менис Кампос                                                    | Скок мотком      | 4,60         | 4,50                  | 11. у гр. Б        | 22 / 32 (37)          |                       | Нису се квалификовале |              |        |
| Летиција Оро Мело                                                           | Скок удаљ        | 6,89         | 6,73 кв, ЛРС          | 4. у гр. Б         | 6,12                  | 12 / 34 (36)          |                       |              |        |
| Елајн Мартинс                                                               | Скок удаљ        | 6,74         | 6,38                  | 16. у гр. Б        | Нису се квалификовале | 21 / 34 (36)          |                       |              |        |
| Лисандра Мајса Кампос                                                       | Скок удаљ        | 6,74         | 6,33                  | 9. у гр. А         | Нису се квалификовале | 33 / 34 (36)          |                       |              |        |
| Габријел Сантос                                                             | Троскок          | 14,17        | 13,66                 | 11. у гр. Б        | Нису се квалификовале | 23 / 36               |                       |              |        |
| Ана Каролина Силва                                                          | Бацање кугле     | 18,46        | 17,18                 | 13. гр. А          | Нису се квалификовале | 25 / 34 (35)          |                       |              |        |
| Ливија Аванчини                                                             | Бацање кугле     | 17,74        | 16,62                 | 14. у гр. Б        | Нису се квалификовале | 28 / 34 (35)          |                       |              |        |
| Андреса де Мораис                                                           | Бацање диска     | 65,34        | 59,15                 | 10. у гр. А        | Нису се квалификовале | 17 / 37               |                       |              |        |
| Изабела да Силва                                                            | Бацање диска     | 63,04        | 58,45                 | 11. у гр. Б        | Нису се квалификовале | 22 / 37               |                       |              |        |
| Жусилене де Лима                                                            | Бацање копља     | 62,89        | 59,76 кв              | 4. у гр. Б         | 60,34                 | 8 / 34 (36)           |                       |              |        |